# Apple A14
Apple A14 Bionic je 64bitový čipset, systém na čipu, založený podle architektury ARM, navržený a vyvinutý americkou společností Apple. Nachází se v zařízeních iPhone 12 Mini, iPhone 12, 12 Pro / Pro Max, desáté generaci iPadu a čtvrté generaci iPadu Air. Centrální procesorová jednotka (CPU) čipu A14 Bionic pracuje až o 40 % rychleji a grafická jednotka (GPU) je o 30 % rychlejší než Apple A12. Obsahuje také 16jádrový neuronový engine a nové maticové AI akcelerátory, která fungugují dvakrát a desetkrát rychleji, než A12.

## Design
Systém na čipu Apple A14 vyrábí společnost TSMC 5nanometrovým výrobním procesem první generace – N5. A14 je tak prvním komerčně dostupným produktem vyráběným na 5nm vyrobním procesu. Počet tranzistorů se zvýšil na 11,8 miliardy, což je 38,8% nárůst oproti počtu tranzistorů u Apple A13, který jich má 8,5 miliardy.
A14 byl později použit jako základ pro čipy M1, M1 Pro, M1 Max a M1 Ultra, používané v různých modelech počítačů Macintosh a tabletů iPad.

### CPU
Apple A14 obsahuje 64bitový šestijádrový procesor navržený společností Apple, s implementací architektury ARM, ARMv8.5-A. Nacházejí se v něm dvě vysoce-výkonnostní jádra „Firestorm“, která dosahují až 3,1GHz frekvence a čtyřmi energeticky-efektivními jádry „Icestorm“, které fungují na frekvenci 1,8 GHz, což je nárůst o 0,1 GHz, neboli 1 000 MHz, oproti A13.
Jádra „Firestorm“ sdílejí 8MB L2 paměť, jádra „Icestorm“ 4MB L2 pamět a zároveň sdílejí 16 MB společné paměti.
Procesor A14 obsahuje také druhou generaci maticového AI akcelerátoru, tzv. AMX bloky a také nový obrazový procesor s vylepšenými možnostmi pro výpočet fotografií.

### GPU
Čipset A14 je vybaven čtyřjádrovým grafickým procesorem navrženým společností Apple, který je 30 % rychlejším grafickým výkonem než A12.

### Neural Engine
A14 obsahuje hardware neuronové sítě, kterým je, nově 16jádrový, Neural Engine, který dokáže provést 11 bilionů operací za sekundu.

### Další funkce
Apple A14 se vyrábí spolu se 4 GB paměti LPDDR4X v iPhonu 12 / 12 Mini a 6 GB paměti LPDDR4X v iPhonu 12 Pro / 12 Pro Max.
A14 má podporu kódování kodeku pro HEVC a H.264 a podporu pro dekódování HEVC, H.264, MPEG-4 Part 2 a Motion JPEG.

## Produkty
- iPhone 12 / 12 Mini[15]
- iPhone 12 Pro / Pro Max[16]
- iPad Air (4. generace)[17]
- iPad (10. generace)[18]